# Ely A. Landau
Ely Abraham Landau (* 20. Januar 1920 in New York City, Vereinigte Staaten; † 5. November 1993 in Los Angeles, Kalifornien) war ein US-amerikanischer Filmproduzent und Filmverleiher.

## Leben
Landau kam kurz nach Ende des Zweiten Weltkriegs zum Fernsehen und lernte dort die Medienbranche von der Pike auf kennen. Bei einigen frühen TV-Sendungen arbeitete er auch als Produzent und Regisseur. 1953 gründete Landau in New York die eigene Firma National Telefilm Associates Inc., deren Präsident und Vorstandsvorsitzender er ab 1957 für die kommenden vier Jahre wurde. 1961 zog er sich wieder aus der Firma zurück und gründete eine Kinofilmproduktionsfirma, die Ely Landau Co.
Landau arbeitete nunmehr sowohl als Produzent als auch als Verleiher ausländischer Filme in den USA. Als Produzent stellte er in den 60er Jahren vor allem mehrere ambitionierte Inszenierungen von Sidney Lumet her. Als Verleiher vertrieb er unter anderem Joseph Loseys britische Inszenierungen Der Diener und King and Country – Für König und Vaterland sowie Jacques Demys international beachtetes, französisches Singspiel Die Regenschirme von Cherbourg. Für die Dokumentation über Martin Luther King "...dann war mein Leben nicht umsonst" – Martin Luther King erhielt Landau 1971 eine Oscar-Nominierung.
1972 gründete Landau die Firma American Film Theatre, mit der er anspruchsorientierte Bühnenstücke verfilmen ließ. Bereits zwei Jahre darauf musste Ely Landau, nach einer Reihe von kommerziellen Flops, diese allzu kostspielig gewordene Idee wieder aufgeben. Seitdem war er nur noch sporadisch als Produzent nunmehr sehr konventioneller Filme aktiv.
Aus seiner Ehe mit der Produzentin Edie Landau (geborene Edythe Rein) gingen der Sohn Jon Landau sowie die Töchter Tina und Kathy Landau hervor. Er hat zwei weitere Söhne, darunter den Fernsehregisseur Les Landau.

## Filmografie
- 1962: Eines langen Tages Reise durch die Nacht (Long Day’s Journey into Night)
- 1963: El asesino de tontos (UA: 1965)
- 1964: Der Pfandleiher (The Pawnbroker)
- 1966: The Three Sisters
- 1969: Die Irre von Chaillot
- 1970: "...dann war mein Leben nicht umsonst" – Martin Luther King (Dokumentarfilm)
- 1973: The Iceman Cometh
- 1973: Rhinoceros
- 1973: Empfindliches Gleichgewicht (A Delicate Balance)
- 1973: Lost in the Stars
- 1973: Butley
- 1973: The Homecoming
- 1973: Luther
- 1974: In Celebration
- 1974: Galileo (Galileo)
- 1974: The Man in the Glass Booth
- 1977: Der große Grieche (The Greek Tycoon)
- 1980: Hopscotch – Der Aussteiger
- 1981: Die Erwählten (The Chosen)
- 1981: Beatlemania
- 1983: Getrennte Tische (Separate Tables) (Fernsehfilm)
- 1983: Mr. Halpern and Mr. Johnson (Fernsehfilm)
- 1985: Der 4 1/2 Billionen Dollar Vertrag (The Holcroft Covenant)